# شاهپورجان
شاهپورجان، روستایی در حاشیه‌ای کلانشهر شیراز در استان فارس ایران است. شاپورجان به زودی جز کلانشهر شیراز می‌شود و به عنوان یک شهرک نامیده می‌شود.

## جمعیت
این روستا در دهستان قره باغ قرار دارد و براساس سرشماری مرکز آمار ایران در سال ۱۳۸۵، جمعیت آن ۲٬۸۶۰ نفر (۶۴۸خانوار) بوده‌است.